# Juan José Tamayo
Pour les articles homonymes, voir Tamayo.

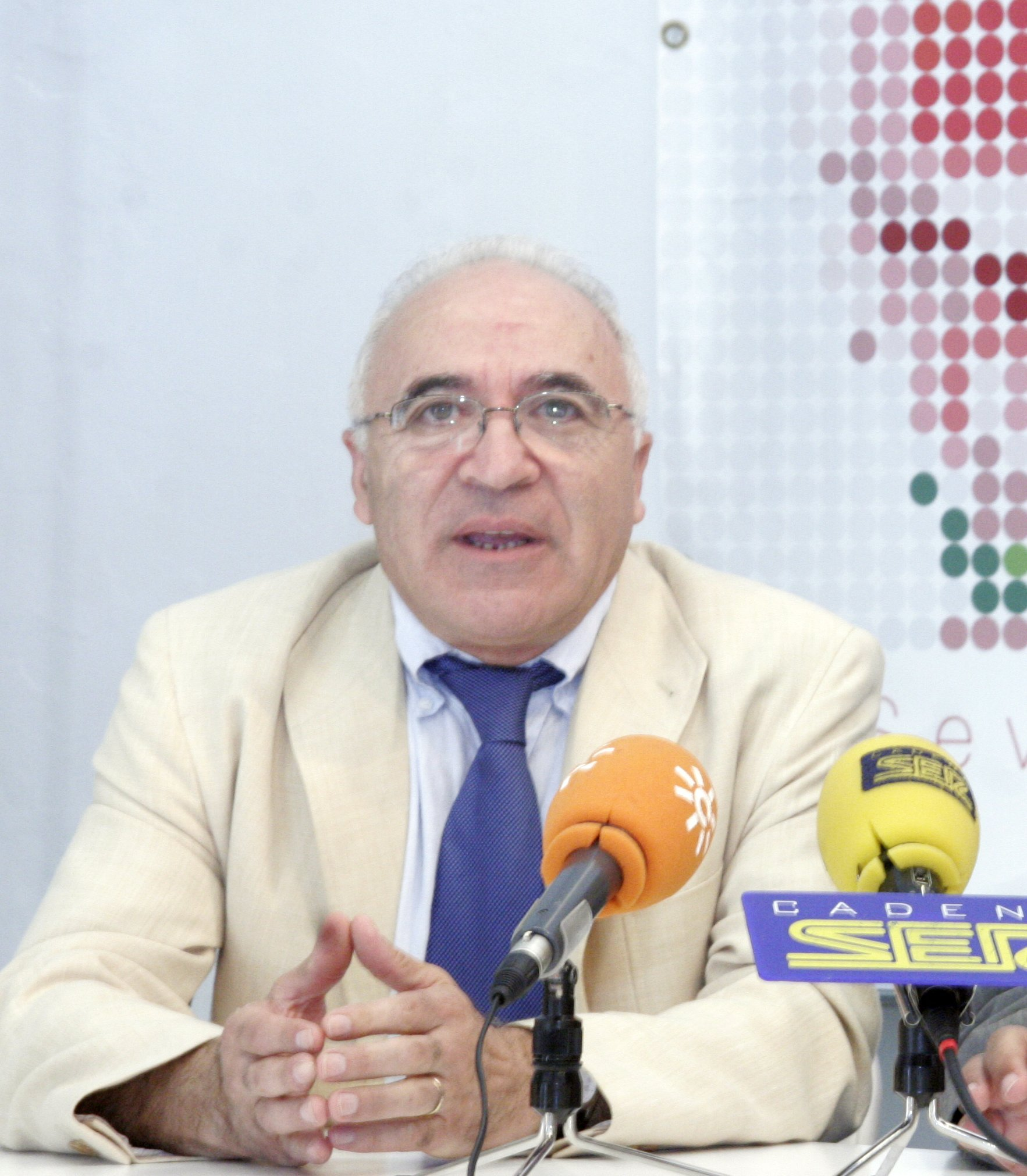
Juan Jose Tamayo Acosta

Juan José Tamayo Acosta (né le 7 octobre 1946 à Amusco, province de Palencia), est un théologien espagnol lié à la théologie de la libération, sur laquelle il a abondamment travaillé. Il est membre de l'Association de théologiens et théologiennes Jean XXIII.

## Données académiques et biographiques
Juan Jose Tamayo Acosta est licencié en théologie de l'Université Pontificia de Comillas en 1971, docteur en théologie de celle de Salamanque en 1976, diplômé en sciences sociales de l'Institut León XIII en 1972, licencié (1983) et docteur (1990) en philosophie et lettres de l'université autonome de Madrid.
Il a été professeur dans diverses institutions d'Espagne et d'Amérique. Il dirige actuellement la chaire Ignacio Ellacuría de théologie et de sciences des religions de l'Université Charles III et il est fondateur de l'Association de théologiens Jean XXIII, de tendance progressiste, dont il est le secrétaire général actuel. Il donne de nombreuses conférences aux États-Unis, en Espagne et en Amérique hispanophone.
Il est l'auteur de très nombreux articles et livres, parmi lesquels on a remarqué celui intitulé Iglesia y sociedad en España (2005), dans laquelle il analyse les tensions entre l'Église et l'État en Espagne au début du XXIe siècle ainsi que les futures transformations culturelles et sociales et fait part de ses réflexions. Il collabore à la presse écrite dans de nombreuses revues spécialisées et dans des journaux comme El Correo, de Bilbao, El Norte de Castilla, de Valladolid, ou El País, de Madrid.

## Œuvres
- 1976 - Por una Iglesia del pueblo. Madrid, Mañana
- 1989 - Para comprender la teología de la liberación. Estella, Verbo Divino
- 1993 - Conceptos fundamentales del cristianismo. Madrid, Trotta
- Hacia la comunidad:
  - 1995 - Hacia la comunidad 1. La marginación, lugar social de los cristianos Trotta, Madrid
  - 1994 - Hacia la comunidad 2. Iglesia profética, Iglesia de los pobres. Trotta, Madrid
  - 1995 - Hacia la comunidad 3. Los sacramentos, liturgia del prójimo. Trotta, Madrid
  - 1996 - Hacia la comunidad 4. Imágenes de Jesús. Condicionamientos sociales, culturales, religiosos y de género. Trotta, Madrid
  - 1998 - Hacía la comunidad 5. Por eso lo mataron. El horizonte ético de Jesús de Nazaret. Trotta, Madrid.
  - 2000 - Hacia la comunidad 6. Dios y Jesús. El horizonte religiosos de Jesús de Nazaret. Trotta, Madrid
- 2000 - Diez palabras clave sobre Jesús de Nazaret. Estella, Verbo Divino
- 2003 - Nuevo paradigma teológico. Madrid, Trotta
- 2003 - Adiós a la cristiandad. Barcelona, Ediciones B. Il existe une recension de cet ouvrage due à Laureano Xoaquín Araujo Cardalda et publiée dans la Revista de Investigaciones Políticas y Sociológicas (RIPS), vol. 3, nº 2, 2004, pp. 152-154[2].
- 2004 - Fundamentalismos y diálogo entre religiones Editorial Trotta, 2004.
- 2005- Iglesia y sociedad en España, Madrid, Trotta. En collaboration avec Jose María Castillo.
- 2005 - Nuevo diccionario de teología, Madrid, Trotta.
- 2007 - Culturas y religiones en diálogo. Juan José Tamayo y María José Fariñas. Editorial Síntesis. Madrid, 2007
- 2008 - Tamayo Acosta, Juan José (dir.), Rodríguez Gómez, Edgardo (coord.). Aportación de la Teología de la Liberación a los Derechos Humanos, Dykinson.  (ISBN 978-84-9849-378-8).
- 2009 - Tamayo Acosta, Juan José. La Teología de la Liberación. En el nuevo escenario político y religioso, Tirant Lo Blanch.  (ISBN 978-84-9876-513-7).
- 2009 - Islam. Cultura, religión y política, Madrid, Trotta.  (ISBN 978-84-9879-016-0)

## Source
- (es) Cet article est partiellement ou en totalité issu de l’article de Wikipédia en espagnol intitulé « Juan José Tamayo » (voir la liste des auteurs).